# Шмидефельд (Лихтеталь)
Шмидефельд (нем. Schmiedefeld) — община в Германии, в земле Тюрингия.
Входит в состав района Заальфельд-Рудольштадт. Подчиняется общинной ассоциации Лихтеталь-ам-Реннштейг. Население составляет 1026 человек (на 31 декабря 2010 года). Занимает площадь 9,51 км².
Община подразделяется на 2 сельских округа.